# Valeriano di Avensa
Valeriano (V secolo – V secolo) è stato un vescovo romano di Avensa, l'attuale Bordj-Hamdouna, ed è venerato dalla Chiesa cattolica.

## Agiografia
A più di ottanta anni, fu vescovo di Avensa (dioecesis Avensensis), l'attuale Bordj-Hamdouna, appartenente all'Arcidiocesi di Cartagine nell'Africa settentrionale. Qui, dopo il suo predecessore Fortunato, durante la persecuzione vandalica, si rifiutò con fermezza di obbedire all'ordine di Genserico, re degli Alani dei Vandali, di consegnargli tutti gli arredi della chiesa. Per questo motivo fu cacciato dalla città assieme ad altri otto vescovi del nord Africa con la proibizione, per chiunque, di offrirgli ospitalità. 
Per lungo tempo e fino alla fine della sua vita rimase a dormire a cielo aperto restando un fedele confessore della retta fede. Morì durante uno dei suoi pellegrinaggi.
È commemorato nel Martirologio Romano, con il titolo di vescovo di Avensano, al 15 dicembre:
( Martirologio Romano. Riformato a norma dei decreti del Concilio ecumenico Vaticano II e promulgato da papa Giovanni Paolo II (PDF), Città del Vaticano, Libreria editrice vaticana, 2004,  p. 948.)